# امبالا کانتانمنت
امبالا کانتانمنت (به انگلیسی: Ambala Cantonment) یک منطقهٔ مسکونی در هند است که در هاریانا واقع شده‌است.

## خصوصیات
امبالا کانتانمنت ۷۴٬۲۱۶ نفر جمعیت دارد.